# Abdul Awudu
Abdul Awudu (Techiman, 10 gennaio 2001) è un calciatore ghanese, centrocampista dell'Academia P.C. in prestito dal Vizela.

## Carriera
Awudu è cresciuto nelle giovanili dell'Albacete ed ha militato nella seconda squadra del club spagnolo dal 2019 al 2021. Successivamente ha giocato con Unionistas, Moralo e Calamonte prima di trasferirsi in Portogallo al Valadares.
Nel 2023 è stato acquistato dal Vizela ed il 6 gennaio 2024 ha debuttato nel calcio professionistico nell'incontro di Primeira Liga pareggiato 1-1 contro l'Estrela Amadora.

## Statistiche

### Presenze e reti nei club
Statistiche aggiornate al 4 febbraio 2024.
| Stagione        | Squadra         | Campionato      | Campionato | Campionato | Coppe nazionali | Coppe nazionali | Coppe nazionali | Coppe continentali | Coppe continentali | Coppe continentali | Altre coppe | Altre coppe | Altre coppe | Totale | Totale | Totale |
| Stagione        | Squadra         | Comp            | Pres       | Reti       | Comp            | Pres            | Reti            | Comp               | Pres               | Reti               | Comp        | Pres        | Reti        | Pres   | Reti   |        |
| --------------- | --------------- | --------------- | ---------- | ---------- | --------------- | --------------- | --------------- | ------------------ | ------------------ | ------------------ | ----------- | ----------- | ----------- | ------ | ------ | ------ |
| 2019-2020       | Albacete B      | TD              | 10         | 1          |                 | -               | -               |                    | -                  | -                  |             | -           | -           | 10     | 1      |        |
| 2020-2021       | Albacete B      | TD              | 21         | 0          |                 | -               | -               |                    | -                  | -                  |             | -           | -           | 21     | 0      |        |
| 2021-gen. 2022  | Unionistas      | PDR             | 0          | 0          | CR              | 0               | 0               |                    | -                  | -                  |             | -           | -           | 0      | 0      |        |
| gen.-giu. 2022  | Moralo          | SDR             | 13         | 0          | CR              | 0               | 0               |                    | -                  | -                  |             | -           | -           | 13     | 0      |        |
| 2022-feb. 2023  | Calamonte       | SF              | 0          | 0          | CR              | 0               | 0               |                    | -                  | -                  |             | -           | -           | 0      | 0      |        |
| feb.-giu. 2023  | Valadares       | CdP             | 7          | 1          | CP              | 0               | 0               |                    | -                  | -                  |             | -           | -           | 7      | 1      |        |
| 2023-2024       | Vizela          | PL              | 4          | 0          | CP+CdL          | 1+0             | 0               |                    | -                  | -                  |             | -           | -           | 5      | 0      |        |
| Totale carriera | Totale carriera | Totale carriera | 55         | 2          |                 | 1               | 0               |                    | -                  | -                  |             | -           | -           | 56     | 2      |        |